# Slatina, Šmartno ob Paki
Slatina este o localitate din comuna Šmartno ob Paki, Slovenia, cu o populație de 211 locuitori.